# Dewas (Distrikt)
Der Distrikt Dewas (Hindi: देवास ज़िला) ist ein Distrikt im indischen Bundesstaat Madhya Pradesh. Die Distriktverwaltung befindet sich in der namensgebenden Stadt Dewas.

## Geographie und Klima

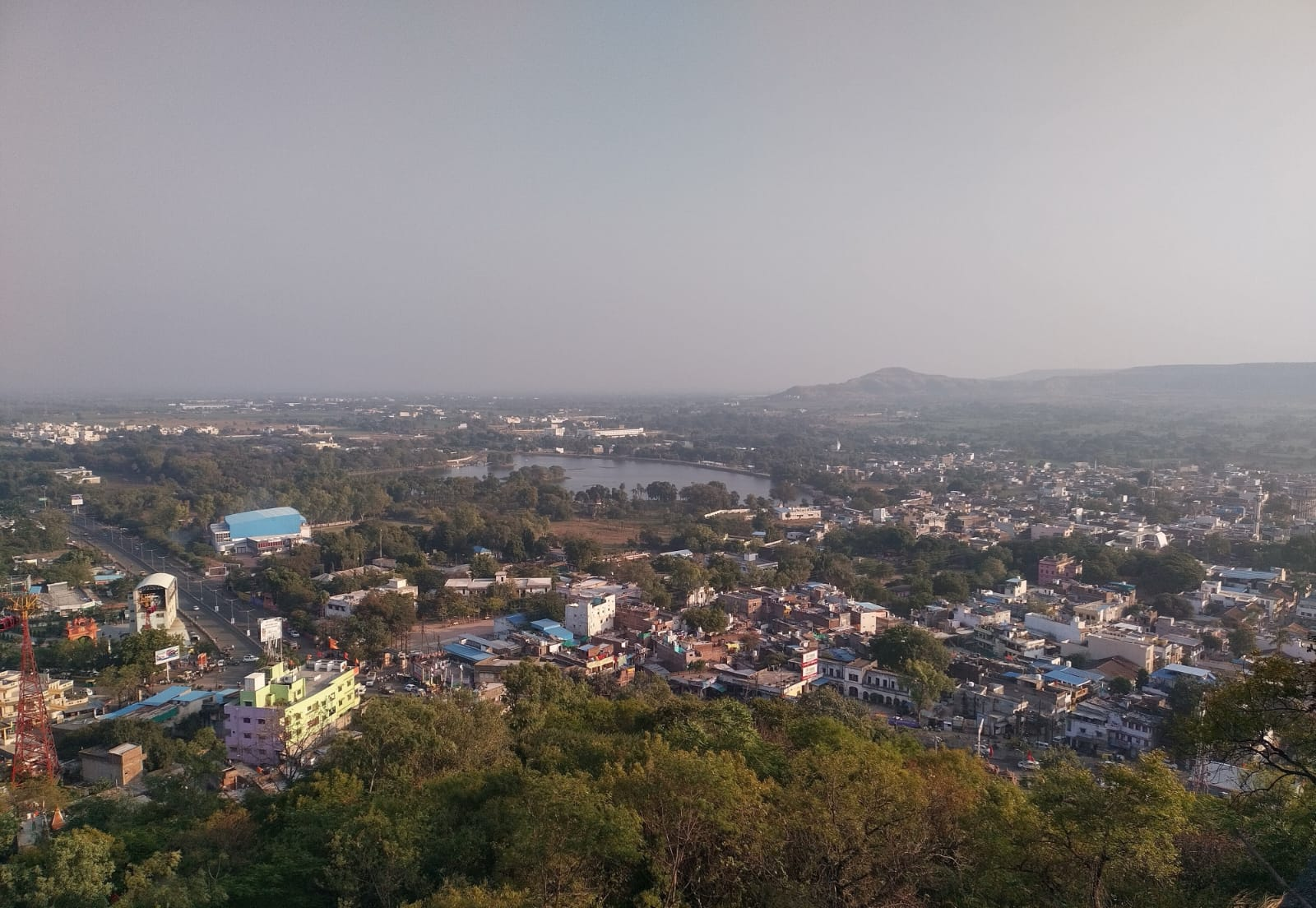
Blick auf die Distrikthauptstadt

Die südlichen Anteile des Distrikts liegen in der weiteren Flussebene des Narmada. Der Fluss bildet in mehreren längeren Abschnitten die Südgrenze des Distrikts. In den mittleren Abschnitten wird der Distrikt in west-östlicher Richtung von der Bergkette des Vindhyagebirge durchzogen, und in den nördlichen Abschnitten hat er Anteil an der Malwa-Hochebene.
Das Klima ist durch heiße Sommer und Trockenheit gekennzeichnet, außer in der Zeit des Südwest-Monsuns. Die durchschnittliche Niederschlagsmenge nimmt von Westen nach Osten ab und variiert von etwa 1200 mm bis 900 mm. Die Monate Oktober und November bilden die Nachmonsun-Zeit. Von Dezember bis Februar ist die kalte Jahreszeit.

## Geschichte
Das Gebiet des Distrikts gehörte zum Mogulreich, bis es im Jahr 1740 zum Marathenreich kam. Im 19. Jahrhundert kam die Region in Form zweier  Fürstenstaaten Dewas Junior und Dewas Senior unter britische Herrschaft. 1948 wurde sie Teil der Union von Fürstenstaaten Madhya Bharat, die sich dem im Vorjahr unabhängig gewordenen Indien anschloss. Des Distrikt Dewas in seinen heutigen Grenzen wurde am 20. Juni 1948 gebildet. 1956 kam Madhya Bharat im States Reorganisation Act zum Bundesstaat Madhya Pradesh. Seitdem bildet Dewas einen der Distrikte Madhya Pradeshs.

## Bevölkerung
Beim Zensus 2011 betrug die Einwohnerzahl 1.563.715. Beim vorangegangenen Zensus 2001 waren es noch 1.308.223. Das Geschlechterverhältnis liegt bei 942 Frauen auf 1000 Männer. Die Alphabetisierungsrate betrug 69,35 % (80,30 % bei Männern, 57,76 % bei Frauen). Die Hindus bildeten mit 88 % die größten Religionsgemeinschaft, gefolgt von Muslimen mit 11 %. 292.007 Personen (18,7 %) wurden 2011 zu den unterprivilegierten registrierten Kasten (scheduled castes) gerechnet.

## Verwaltungsgliederung
Der Distrikt ist in 9 Tehsils gegliedert: Bagli, Dewas, Hatpipliya, Kannod, Khategaon, Satwas, Sonkatch, Tonk-Khurd, Udainagar.
Beim Zensus 2011 gab es 13 Siedlungen städtischen Charakters. Die Distrikthauptstadt Dewas (Municipal Corporation) war mit 289.550 Einwohnern die mit Abstand größte urbane Siedlung.